# Fracchia contro Dracula
Pour plus de détails, voir Fiche technique et Distribution.
Fracchia contro Dracula, est une comédie italienne réalisée par Neri Parenti et sortie en 1985. C'est la seconde aventure de Giandomenico Fracchia, interprétée par le même acteur et réalisée par le même réalisateur, mais qui n'est pas une suite de Fracchia la belva umana. Il s'agit d'une parodie très libre du roman de Bram Stoker sur le mythe de l'origine des vampires, le Comte Dracula.

## Synopsis
Giandomenico Fracchia, devenu agent immobilier, est menacé de licenciement s'il ne vend pas quelque chose sous trois jours. Il essaie donc de vendre à un client quasi aveugle, Arturo Filini, un château de Transylvanie. Le château est habité par Dracula, prince des vampires, sa sœur la comtesse Oniria, fiancée de Frankenstein. De nuit, ces deux vampires terrorisent les habitants des environs. Fracchia et son client Filini vont vivre des moments terrifiants au milieu de ces trois personnages, tandis qu'Oniria se déclare amoureuse de Fracchia. Entre-temps arrive Luna, qui chasse les vampires depuis que son frère Kaspar Jabonsk a été tué par Oniria, crime qu'elle attribue à Dracula. Fracchia, Filini et Luna profitent d'une fête organisée pour le mariage de Fracchia avec Oniria pour tenter de tuer les vampires et de s'enfuir.
Enfin, Fracchia se réveille de son mauvais rêve au milieu d'un cinéma aux côtés de sa fiancée Stefania, alors que près de lui, la caméra révèle la présence bien réelle de Dracula.

## Fiche technique
- Réalisateur : Neri Parenti
- Scénario : Neri Parenti, Franco Marotta, Laura Toscano et Paolo Villaggio
- Producteur : Bruno Altissimi, Claudio Saraceni
- Maisons de production : Faso Film, Maura International Films
- Photographie : Luciano Tovoli
- Montage : Sergio Montanari
- Musique : Bruno Zambrini
- Costumes : Mario Carlini
- Genre : comédie et fantastique
- Durée : 88 minutes
- Date de sortie : 1985

## Distribution
- Paolo Villaggio : Giandomenico Fracchia
- Edmund Purdom (voix de Sergio Matteucci) : comte Vlad / Dracula
- Gigi Reder : Filini
- Ania Pieroni : comtesse Oniria
- Giuseppe Cederna : Boris
- Isabella Ferrari (voix de Laura Boccanera) : Luna
- Romano Puppo : Frankenstein
- Filippo Degara : majordome de Dracula
- Andrea Gnecco : Kaspar
- Susanna Martinková : Catarina
- Federica Brion : Stefania
- Paul Muller (voix de Bruno Alessandro) : patron de Fracchia
- Lars Bloch (voix de Sandro Pellegrini) : médecin
- Plinio Fernando : Klem

## Remarques
- Curieuse interférence avec la saga Fantozzi, on note la présence de Filini.
- Dans la cérémonie apparaît aussi, maquillé en vampire, Plinio Fernando, qui interprète habituellement la fille de Fantozzi, Mariangela.
- C'est le dernier film d'Ania Pieroni (qui interprète la comtesse Oniria) : alors qu'elle semblait avoir une carrière prometteuse, elle l'interrompt après ce tournage.
- C'est au contraire la première prestation de Giuseppe Cederna dans le rôle de Boris ; plus tard il sera protagoniste des films de Gabriele Salvatores.
- Les scènes extérieures sont tournées au château de Fénis (Val d'Aoste).

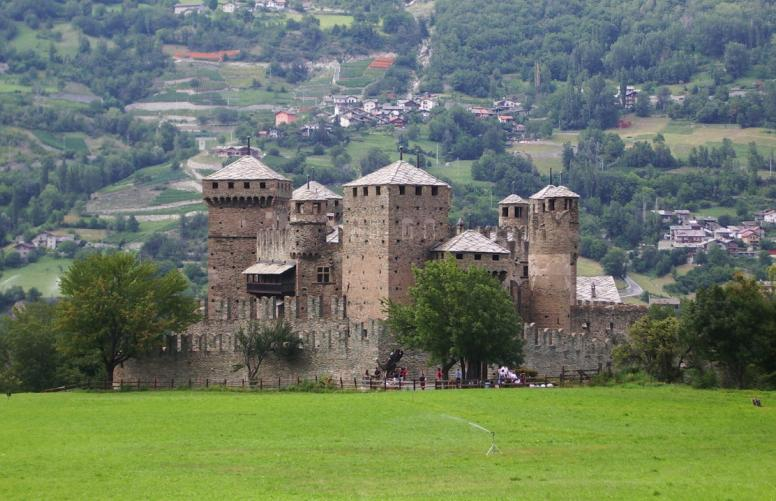
Le château de Fénis (Val d'Aoste) où sont tournées les scènes extérieures du film.